# نیلی‌مرغ دهکده
نیلی‌مرغ دهکده (نام علمی: Vidua chalybeata) نام یک گونه از تیره نیلی‌مرغان است.